# Marsannay-la-Côte
Marsannay-la-Côte is een gemeente in het Franse departement Côte-d'Or (regio Bourgogne-Franche-Comté). De plaats maakt deel uit van het arrondissement Dijon. Marsannay-la-Côte telde op 1 januari 2022 5.440 inwoners.

## Geografie
De oppervlakte van Marsannay-la-Côte bedroeg op 1 januari 2022 12,85 vierkante kilometer; de bevolkingsdichtheid was toen 423,3 inwoners per km².
De onderstaande kaart toont de ligging van Marsannay-la-Côte met de belangrijkste infrastructuur en aangrenzende gemeenten.

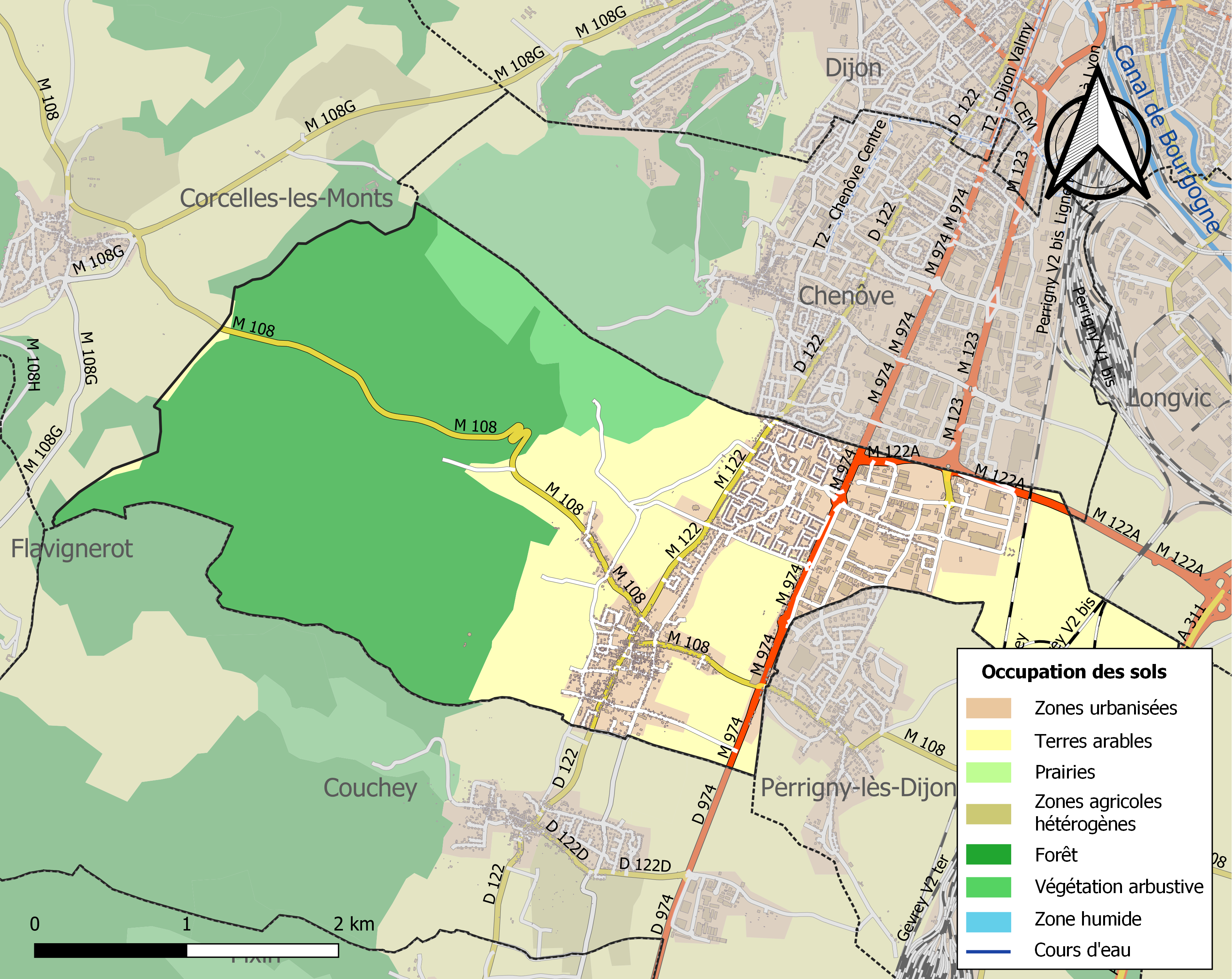

## Demografie
Onderstaande figuur toont het verloop van het inwonertal (bron: INSEE-tellingen).